# Водний об'єкт
Водний об'єкт — природний або створений штучно елемент довкілля, в якому зосереджуються води: море, річка, озеро, водосховище, ставок, канал, водоносний горизонт тощо (Водний кодекс України, 1995).
Водні об'єкти поділяються на водотоки (водний об'єкт з постійним або тимчасовим рухом води в руслі — потоком, наприклад, річки) і водойми (безстічні, або з уповільненим водообміном водні об'єкти, наприклад, озера).
Водні об'єкти загальнодержавного значення:
- внутрішні морські води, територіальне море, а також акваторії морських портів;
- підземні води, які є джерелом централізованого водопостачання;
- поверхневі води (озера, водосховища, річки, канали), що знаходяться і використовуються на території більш як однієї області, а також їх притоки всіх порядків;
- водні об'єкти в межах територій природно-заповідної контори загальнодержавного значення, а також віднесені до категорії лікувальних.

Водні об'єкти місцевого значення:
- поверхневі води, що знаходяться і використовуються в межах однієї області і які не віднесені до водних об'єктів загальнодержавного значення;
- підземні води, які не можуть бути джерелом централізованого водопостачання.

Водні об'єкти (води) є виключно власністю Українського народу і надаються тільки у користування.